# 프리에자흐

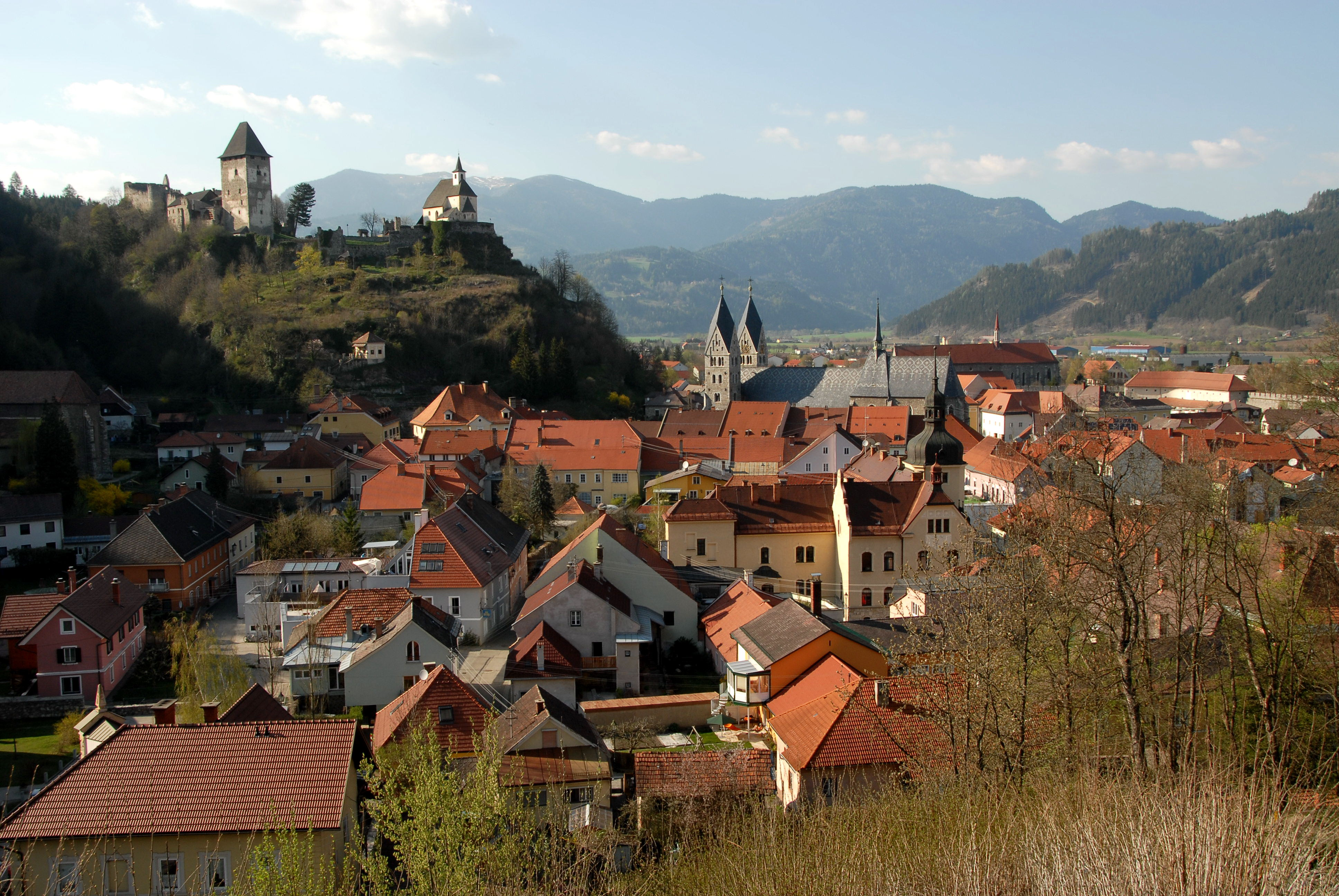
프리에자흐

프리에자흐(Friesach)는 오스트리아 케른텐주의 도시이다.